# Торе Моца (Лече)
Торе Моца (итал. Torre Mozza) је насеље у Италији у округу Лече, региону Апулија.
Према процени из 2011. у насељу је живело 17 становника. Насеље се налази на надморској висини од 0 м.